# Кървав залез
„Кървав залез“ (на гръцки: Ματωμένο ηλιοβασίλεμα) е гръцки драматичен филм от 1959 година на режисьора Андреас Лабринос с участието на Ефи Ойконому, Спирос Фокас и Какия Аналити.

## Сюжет
Една шведска туристка, Дина Виставсен (Ефи Ойконому) пристига в Гърция, в търсене на бог Пан, за когото вярва, че все още живее някъде в планините на страната. По време на пътуването си тя се запознава с местния пастир Янос (Спирос Фокас) и между тях се разгаря любов. Когато той решава да напусне годеницата си Хрисо (Какия Аналити) заради чужденката, бащата на момичето (Цавалас Карусос) се заклева да убие Янос. Междувременно, съпругът на Дина, убива невярната си съпруга.

## В ролите
- Ефи Ойконому като Дина Виставсен
- Спирос Фокас като Янос, пастира
- Какия Аналити като Хрисо, годеницата на Янос
- Цавалас Карусос като бащата на Хрисо
- Андреас Зисиматос като съпруга на Дина

## Номинации
- Номинация за Златна палма за най-добър филм от Международния кинофестивал в Кан, Франция през 1959 година.[1]